# Nakagawa (Hokkaido)
Nakagawa (jap. 中川町 Nakagawa-chō) – miasto w Japonii, w prefekturze Hokkaido, w podprefekturze Kamikawa. Według danych na rok 2020 miejscowość zamieszkiwało 1 528 mieszkańców , a gęstość zaludnienia wyniosła 2,6 os./km².